# Centre Nacionalista Català de Nova York
Centre Nacionalista Català de Nova York fou un grup nacionalista català fundat a la ciutat de Nova York el 1920 per Joan Ventura i Sureda i Francesc Balagué i Anglada, amb Agustí Borgunyó, Josep Maria Fontanals i Joan Agell. En fou nomenat president Jaume Jurnet i Vilàs. Influïts per les activitats del Grop Nacionalista Radical, adoptaren l'estelada com a símbol i quan es proclamà la dictadura de Primo de Rivera el 1923 proposaren adoptar la nacionalitat estatunidenca i renunciar a l'espanyola. Donaren suport Francesc Macià i Estat Català durant la seva estada a Amèrica, i el 1925 recaptaren diners per a les seves activitats. Després de la guerra civil espanyola donaren suport el Consell Nacional de Catalunya d'August Pi i Sunyer i col·laboraren amb l'apel·lació que presentà Josep Carner-Ribalta a les Nacions Unides pel plet català el 1945. El 1945 es va dissoldre i deixà pas al Casal Català de Nova York, que va mantenir les seves activitats fins al 1963.